# Гайранци
Гайранци  (на македонска литературна норма: Гајранци) село в община Пробищип, Северна Македония.

## География
Землището на Гайранци е 8,1 км2, от които земеделската площ е 782 хектара – 251 хектара обработваема земя 5 хектара гори.

## История
Йордан Заимов смята, че името Гайранци се е появило от Горянци под албанско влияние с преход на о в а.
Според статистиката на Васил Кънчов („Македония. Етнография и статистика“) към 1900 година в Гайранци живеят 120 българи християни.
В началото на XX век населението на Гайранци е под върховенството на Българската екзархия. По данни на секретаря на екзархията Димитър Мишев („La Macédoine et sa Population Chrétienne“) в 1905 година в Гайранци (Gaïrantzi) има 160 българи екзархисти.
При избухването на Балканската война в 1912 година 5 души от Гайранци са доброволци в Македоно-одринското опълчение.
Църквата „Свети Никола“ е от 1952 година. Не е изписана.
Според преброяването от 2002 година селото има 36 жители (19 мъже и 17 жени), в 17 домакинства и 56 къщи.

## Личности
Родени в Гайранци
- Георге Мицов (1872 – ?), македоно-одрински опълченец, жител на Кюстендил, 2 рота на 7 кумановска дружина[7]
- Милан Божинов (1890 – ?), македоно-одрински опълченец, 2 рота на 3 солунска дружина, 4 рота на 15 щипска дружина[8]
- Никодин Панов Денков (1890 – ?), македоно-одрински опълченец, 2 рота на 2 скопска дружина[9]
- Стоян Зафиров (1885 – ?), македоно-одрински опълченец, 4 рота на 13 кукушка дружина[10]
- Стоян Петрушов (1889/1890 – 1913), македоно-одрински опълченец, 1 рота на 3 солунска дружина, загинал в Боя при Шаркьой[11]